# تاغا
تاغا (باليابانية: 多賀町) هي بلدة في اليابان، تقع في شيغا، ومقاطعة إينوكامي، بلغ عدد سكانها 7,230 نسمة وذلك حسب إحصائيات سنة 2018، تبلغ مساحتها 13.63 كيلومتر مربع.